# Nicholas Shaxton
Nicholas Shaxton (* um 1485; † 1556) war ein englischer Theologe und Bischof von Salisbury.

## Leben
Shaxton wurde in Cambridge ausgebildet und war Mitglied des Universitätskomitees, das die Scheidung Heinrichs VIII. von Katharina von Aragon (1530) unterstützte. Später wurde er Günstling Thomas Cromwells und unterstützte den Suprematsakt. Danach wurde er Bischof von Salisbury (1535). Als entschiedener Protestant gab er 1539 wegen seiner Opposition gegen die Sechs Artikel seinen Bischofssitz auf. 1546 wurde er mit anderen der Ketzerei bezichtigt und eingesperrt. Um sich vor dem Scheiterhaufen zu retten, widerrief er und predigte bei der Verbrennung einiger seiner Gefährten. Trotz der Thronbesteigung Eduard VI. kehrte er nicht mehr zu seinen früheren Ansichten zurück, wurde unter Maria I. Tudor wieder in ein kirchliches Amt eingesetzt und nahm an der Unterdrückung der Protestanten teil.